# Елётнов, Роман Игоревич
Роман Игоревич Елётнов (10 мая 1993, Чаусы, Могилёвская область) — белорусский биатлонист, участник Кубка мира в составе сборной Белоруссии, бронзовый призёр чемпионата Европы 2019 года в смешанной эстафете, чемпион Европы среди юниоров, участник Олимпийских игр 2018 года. Мастер спорта международного класса.

## Карьера
Воспитанник биатлонной секции СДЮШОР Чаусского района и ШВСМ города Могилёва. Личный тренер (по состоянию на 2016) — Андрей Иванов, тренер в сборной команде — Александр Сыман.

### Юниорская карьера
Неоднократно был чемпионом и призёром первенств Белоруссии в младших возрастных категориях.
В международных соревнованиях высокого уровня участвует с 2011 года. В 2012 году на чемпионате мира среди 19-летних в Контиолахти был седьмым в спринте, 23-м в гонке преследования, 31-м в индивидуальной гонке. В эстафете он выступал среди 21-летних спортсменов, сборная Белоруссии финишировала 11-й.
На следующем мировом чемпионате, в 2013 году в Обертиллиахе, занял 36-е место в спринте и 27-е в преследовании, а в эстафете сборная Белоруссии была восьмой. В том же году занял 14-е место на чемпионате Европы среди юниоров в индивидуальной гонке, также на этом турнире был 28-м в спринте и седьмым в смешанной эстафете.
На чемпионате Европы среди юниоров 2014 года в Нове-Место-на-Мораве выиграл золотую медаль в спринте. В гонке преследования Роман, допустив 12 промахов, финишировал лишь 21-м, а в индивидуальной гонке пришёл шестым.

### Взрослая карьера
На Кубке IBU дебютировал в сезоне 2011/12 на этапе в Альтенберге, где был 75-м в индивидуальной гонке и 77-м в спринте. В сезоне 2013/14 стал регулярно участвовать в гонках Кубка IBU, и на третьем этапе сезона в Риднау набрал свои первые очки, заняв 39-е место в спринте. На чемпионате Европы 2014 года впервые принял участие в мужской эстафете, сборная заняла шестое место. Лучшим результатом в карьере Елётнова на Кубке IBU является 24-е место в индивидуальной гонке на этапе в Обертиллиахе в сезоне 2014/15.
В 2014 году на открытом чемпионате Белоруссии по летнему биатлону показал лучший результат среди белорусских спортсменов в спринте, пропустив вперёд трёх украинских биатлонистов.
В Кубке мира дебютировал в январе 2015 года на этапе в Оберхофе, занял 59-е место в спринте, а также принял участие в эстафете, где зашёл на три штрафных круга и сборная Белоруссии не финишировала как отставшая на круг. Всего в своём первом сезоне Роман принял участие в трёх личных гонках Кубка мира и ни разу не набирал очки.
На первом этапе Кубка мира сезона 2015/16 в Эстерсунде, в спринтерской гонке показал свой лучший результат в карьере — 15 место, в последующей гонке преследования откатился на 52-ю позицию. В дальнейших гонках сезона ещё дважды попадал в очковую зону, в общем зачёте сезона 2015/16 идёт на 68-м месте. На чемпионате мира 2016 года принял участие в двух гонках, занял 61-е место в индивидуальной гонке и 74-е — в спринте.

### Общий зачет в Кубке мира
- 2015—2016 — 65-е место (46 очков)
- 2016—2017 — 94-е место (7 очков)
- 2017—2018 — 82-е место (15 очков)
- 2018—2019 — 61-е место (54 очка)
- 2019—2020 — 42-е место (119 очков)

| \| 2022/2023 Итоги \| 2022/2023 Итоги \| Сочи \| Сочи \| Сочи \| Раубичи \| Раубичи \| Раубичи \| Рязань \| Рязань \| Раубичи \| Раубичи \| Раубичи \| Раубичи \| Раубичи \| Раубичи \| Тюмень \| Тюмень \| Тюмень \| \| Очков \| Место \| Спр \| Пр \| МС \| Спр \| Пр \| МС \| Спр \| МС \| Спр \| Пр \| МС \| Спр \| Пр \| МС \| Спр \| Пр \| МС \| \| 876 \| 23 \| - \| - \| - \| 12 \| 8 \| 20 \| 40 \| 31 \| 28 \| 23 \| 29 \| 25 \| 15 \| 16 \| 14 \| 22 \| 21 \| |                 |      |      |      |         |         |         |        |        |         |         |         |         |         |         |        |        |        |
| 2022/2023 Итоги | 2022/2023 Итоги | Сочи | Сочи | Сочи | Раубичи | Раубичи | Раубичи | Рязань | Рязань | Раубичи | Раубичи | Раубичи | Раубичи | Раубичи | Раубичи | Тюмень | Тюмень | Тюмень |
| Очков | Место           | Спр  | Пр   | МС   | Спр     | Пр      | МС      | Спр    | МС     | Спр     | Пр      | МС      | Спр     | Пр      | МС      | Спр    | Пр     | МС     |
| 876 | 23              | -    | -    | -    | 12      | 8       | 20      | 40     | 31     | 28      | 23      | 29      | 25      | 15      | 16      | 14     | 22     | 21     |

## Личная жизнь
Учится в Могилёвском государственном университете им. Кулешова

## Общественная позиция
Биатлонист является подписантом так называемого провластного письма спортсменов.